# Grigori Zaboudski
Grigori Nikolaïevitch Zaboudski (parfois Zaboutski, Григорий Николаевич Забудский ou Забуцкий ; né en 1828 et mort en 1891) est un amiral de la flotte impériale russe, ancien combattant de la Guerre de Crimée (1854-1855).

## Biographie
Zaboudski est éduqué au corps des cadets de la Marine dont il sort en 1844 avec le grade de garde-marine.
Avant la Guerre de Crimée, il se trouve à la flotte de la Mer Noire et participe à la bataille de Sinope en novembre 1853. En 1854-1855, il est affecté à la garnison de Sébastopol où il commande le flanc droit du bastion n° 4. Il est blessé à la tête, au flanc et aux jambes et reçoit l'ordre de Sainte-Anne de 4e classe avec l'inscription « pour bravoure », ainsi que l'ordre de Saint-Vladimir de 4e classe avec épées, l'insigne du sabre d'or pour bravoure et une somme d'une année de solde. Le 6 décembre 1854, il est décoré de l'ordre impérial et militaire de Saint-Georges de 4e classe (n° 9539) « en récompense de ses faits d'armes distingués sous les bombardements de 1854 de la ville de Sébastopol par les troupes et la flotte anglo-françaises. »
Après la guerre, il est affecté à la flotte de la Baltique où il prend part à plusieurs expéditions d'entraînement sur divers navires qu'il commande. En 1856, il commande le bateau à hélices Metel dans la mer Baltique. En 1857-1858, il sert sur le navire-école Prokhor. En 1859, il commande le bateau à hélices Likhach dans les skerries de Finlande. Le 17 octobre 1860, il est promu au grade de lieutenant-capitaine. En tant qu'officier supérieur de la frégate Peresvet, il se rend en 1861 d'Arkhanguelsk à Cronstadt, et en 1862 il navigue en mer Baltique en tant qu'officier supérieur de la corvette Bayan, qu'il commande en 1863. Il est décoré en 1864 de l'ordre de Sainte-Anne de 2e classe et en 1866 il commande la frégate Gromoboï.
Zaboudski est élevé au grade de capitaine de 1er rang en janvier 1871 et en 1871-1873 il commande le recrutement des marins dans les gouvernements de Samara et d'Arkhanguelsk. Il navigue en 1875-1876 le long des côtes finlandaises sur la frégate cuirassée Sébastopol et sur la frégate à vapeur Vladimir sous les ordres du chef de l'escadre blindée. En 1876, il reçoit l'ordre de Saint-Vladimir de 3e classe et en 1878 il commande la garnison et l'artillerie du port de Sébastopol. Il devient en 1880 chef du 2e détachement de torpilleurs. Le 30 août 1882, il est élevé au grade et au rang de contre-amiral,  et nommé chef des docks hydrauliques de la forteresse de Cronstadt. En 1886-1887, il est commandant en second du port de Cronstadt. Il prend sa retraite le 7 décembre 1887 avec le rang de vice-amiral et il meurt en 1891.
Il publie dans le journal Morskoï sbornik (Recueil - ou collection - de la Marine) de 1861 (n° 11) un article intitulé « La quille de la frégate à hélices de 54 canons Peresvet » et dans Voïenny sbornik (Recueil militaire) de 1890 (n° 10-12)) « Explosifs pour le tir et projectiles explosifs ».